# Stanisław Rogóż
Stanisław Rogóż (ur. 24 kwietnia 1866 w Borzęcinie, zm. 14 marca 1948 w Brzesku) – polski artysta rzeźbiarz i snycerz związany z okolicami Brzeska.

## Życiorys zawodowy
Stanisław Rogóż był synem Jana Rogoża, zagrodnika z Borzęcina i Wiktorii Urbańskiej, wnuczki nauczyciela, Ignacego Urbańskiego. Snycerstwa i rzeźby najprawdopodobniej uczył się od Adeodatusa Jana Martyńskiego z Borzęcina i Walentego Lisieńskiego z Brzeska. Odbył praktykę u Franciszka Wyspiańskiego w jego pracowni w Krakowie, zakończoną 16 września 1889 roku. Jako początkujący rzeźbiarz nawiązał współpracę z Janem Sas-Zubrzyckim, z którym tworzył w jego pracowni w Tarnopolu. Dopiero nominacja Zubrzyckiego na profesora zwyczajnego Katedry Historii Architektury i Estetyki Politechniki Lwowskiej w 1919 roku zakończyła współpracę artystów. Stanisław około 1920 roku wrócił w okolice Brzeska i osiadł na Brzezowcu - wówczas poza granicami miasta. W prowadzonej przez siebie pracowni rzeźbiarsko-snycersko-pozłotniczej wykonywał ołtarze, ambony, chrzcielnice, feretrony, konfesjonały, stacje Drogi Krzyżowej, stalle oraz inne sprzęty wyposażenia sakralnego. 

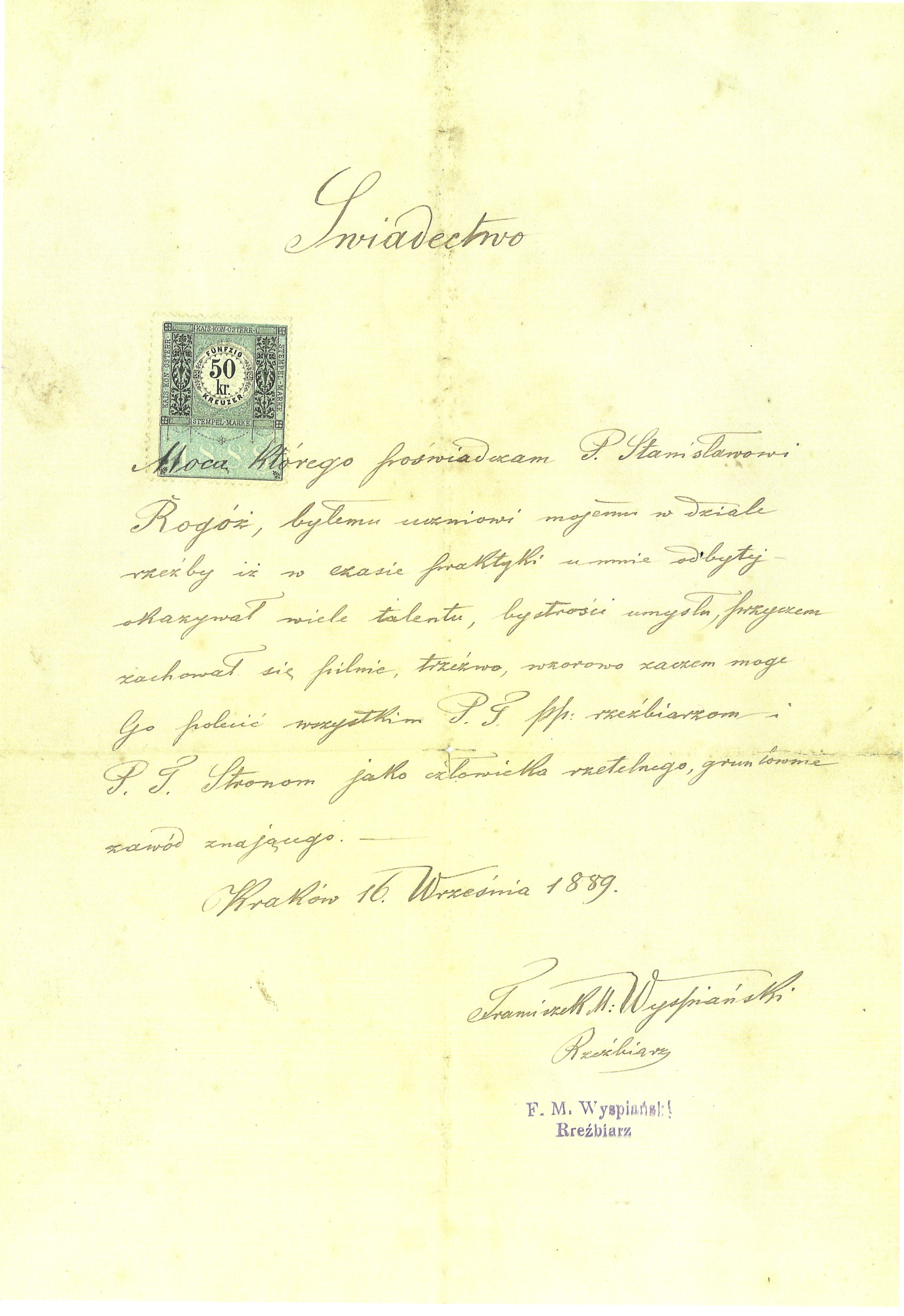
Zaświadczenie odbycia praktyki od Franciszka Wyspiańskiego

Spod jego ręki wyszły m.in. następujące dzieła:
- dwa neogotyckie ołtarze dla kościoła w Jadownikach z lat 1928–1929;
- ołtarz główny dla kościoła w Jasieniu Brzeskim z 1930 roku[5];
- ołtarz główny wraz z rzeźbą św. Józefa, ołtarz boczny, stacje Drogi Krzyżowej, ambona, chrzcielnica, wystrój dla kościoła w Maszkienicach, powstałe około 1930 roku;
- trzy ołtarze neogotyckie i jeden neoromański z początku lat 30. XX wieku oraz kapliczka szafkowa z 1936 roku dla kościoła w Borzęcinie[6];
- ołtarz główny z 1935 roku dla kościoła w Porąbce Uszewskiej w ramach odtwarzania wyposażenia świątyni po powodzi z 1934 roku;
- balustrada, ławki i wyposażenie sakralne (przed I wojną światową) oraz neoromańska ambona wykonana dla kościoła w Zabawie z 1936 roku[7];
- ołtarz dla starego kościoła w Brzesku.

Z pracownią Stanisława Rogoża związany był Stefan Zbigniewicz - członek Związku Zawodowego Polskich Artystów Plastyków w Krakowie i warszawskiego ugrupowania "Rzeźba" oraz praktykujący u niego artyści:
- Jan Dudek z Niedźwiedzy, zwany także "Jaśkiem z Grabiny", który po II wojnie światowej uczestniczył w renowacji katedry w Gdańsku-Oliwie;
- Tadeusz Świerczek - autor ołtarza św. Antoniego w kościele jadownickim;
- Ludwik Zakuła ze Świątnik;
- Władysław Badowski z Borzęcina;
- Józef Wajda.

## Życie prywatne
Mąż Magdaleny Żmudy (ślub 27 maja 1909 roku w Jadownikach). Ojciec: Antoniny (siostra Alojza, Przełożona Prowincji Łódzkiej w Zgromadzeniu Sióstr Służebniczek), Józefa (ksiądz), Józefy, Anny oraz Wiktorii.
Pochowany wraz z małżonką na Starym Cmentarzu w Brzesku.

## Galeria

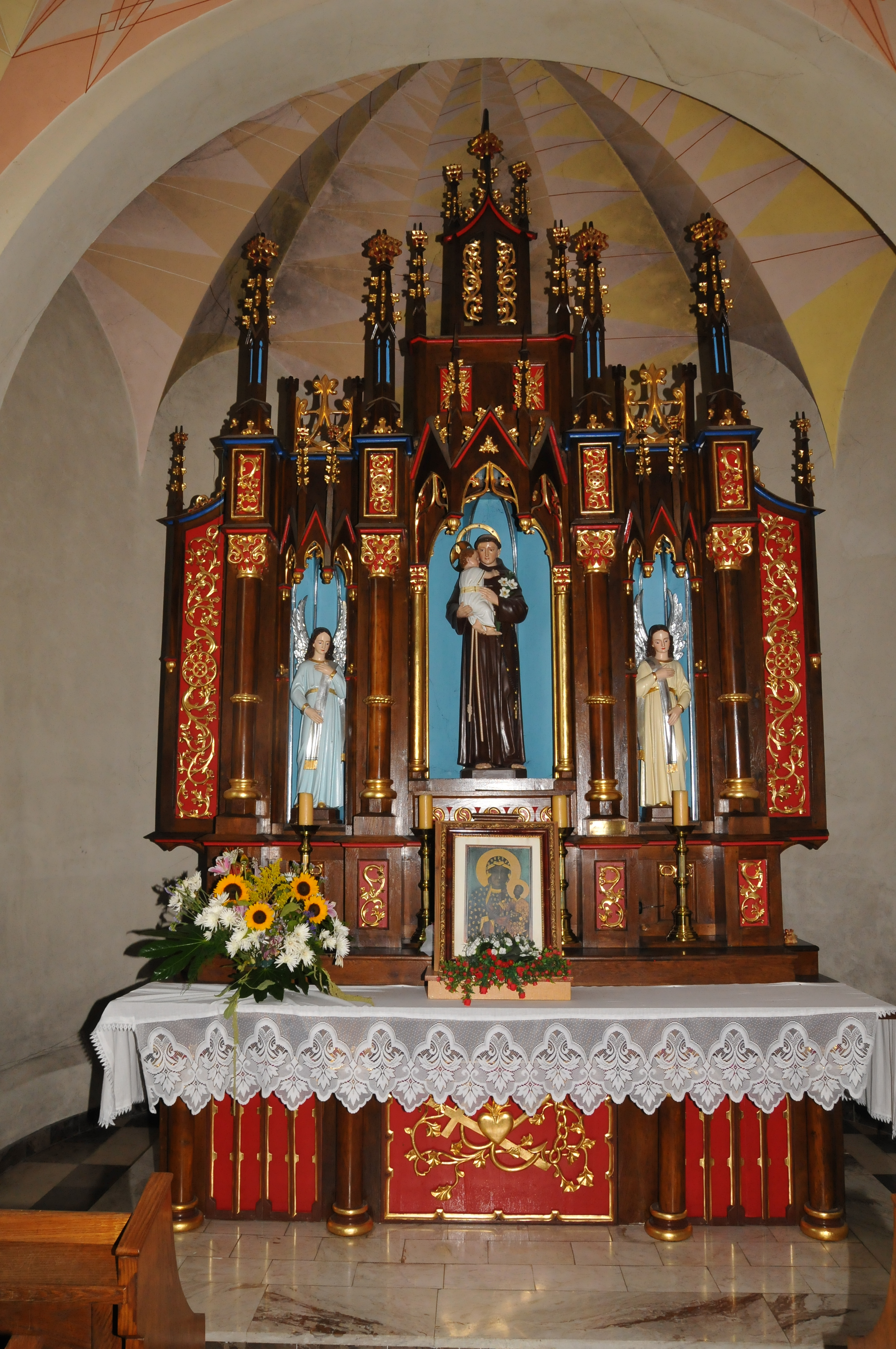
Ołtarz św. Antoniego w Borzęcinie
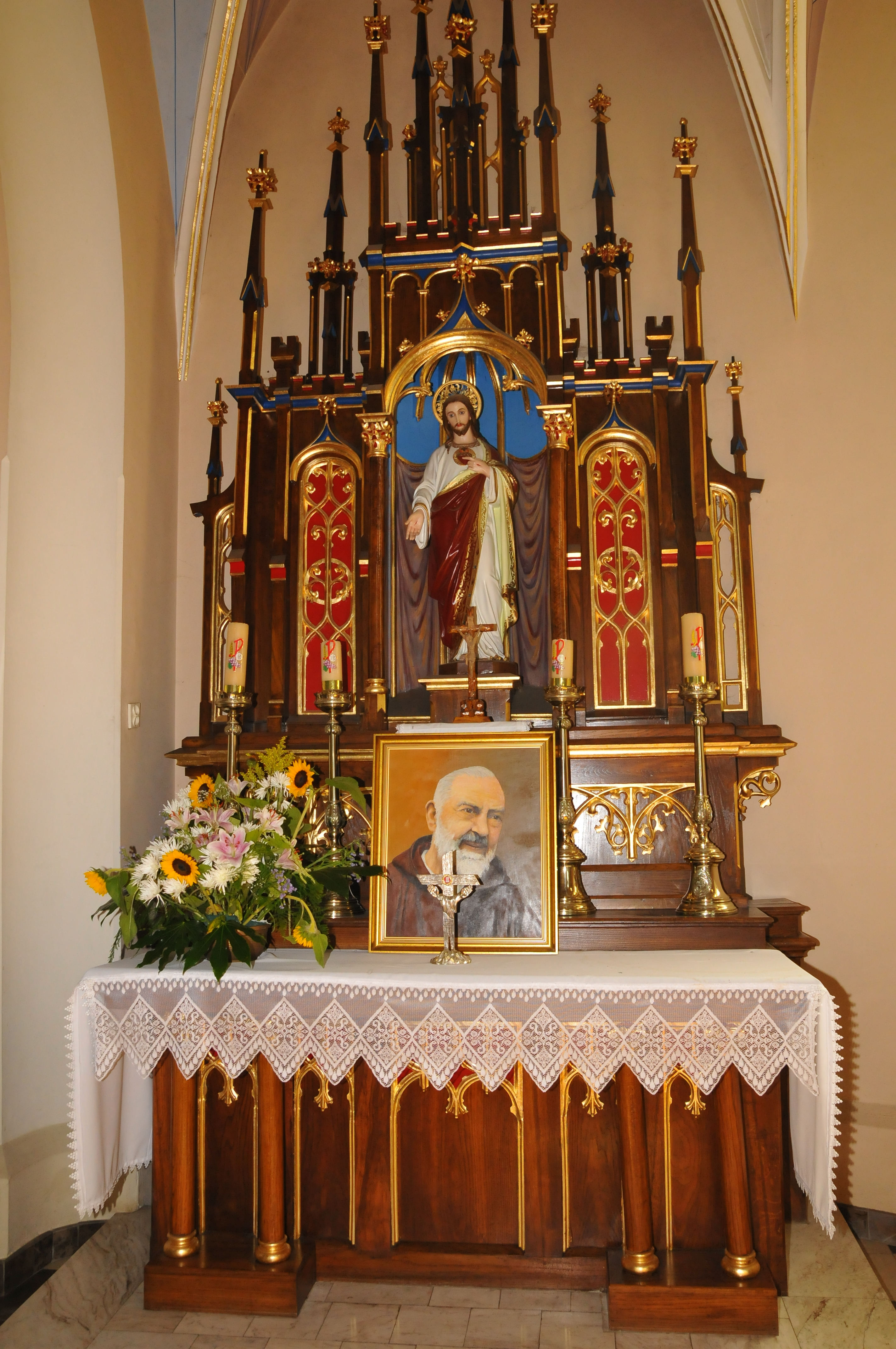
Ołtarz Serca PJ - Borzęcin
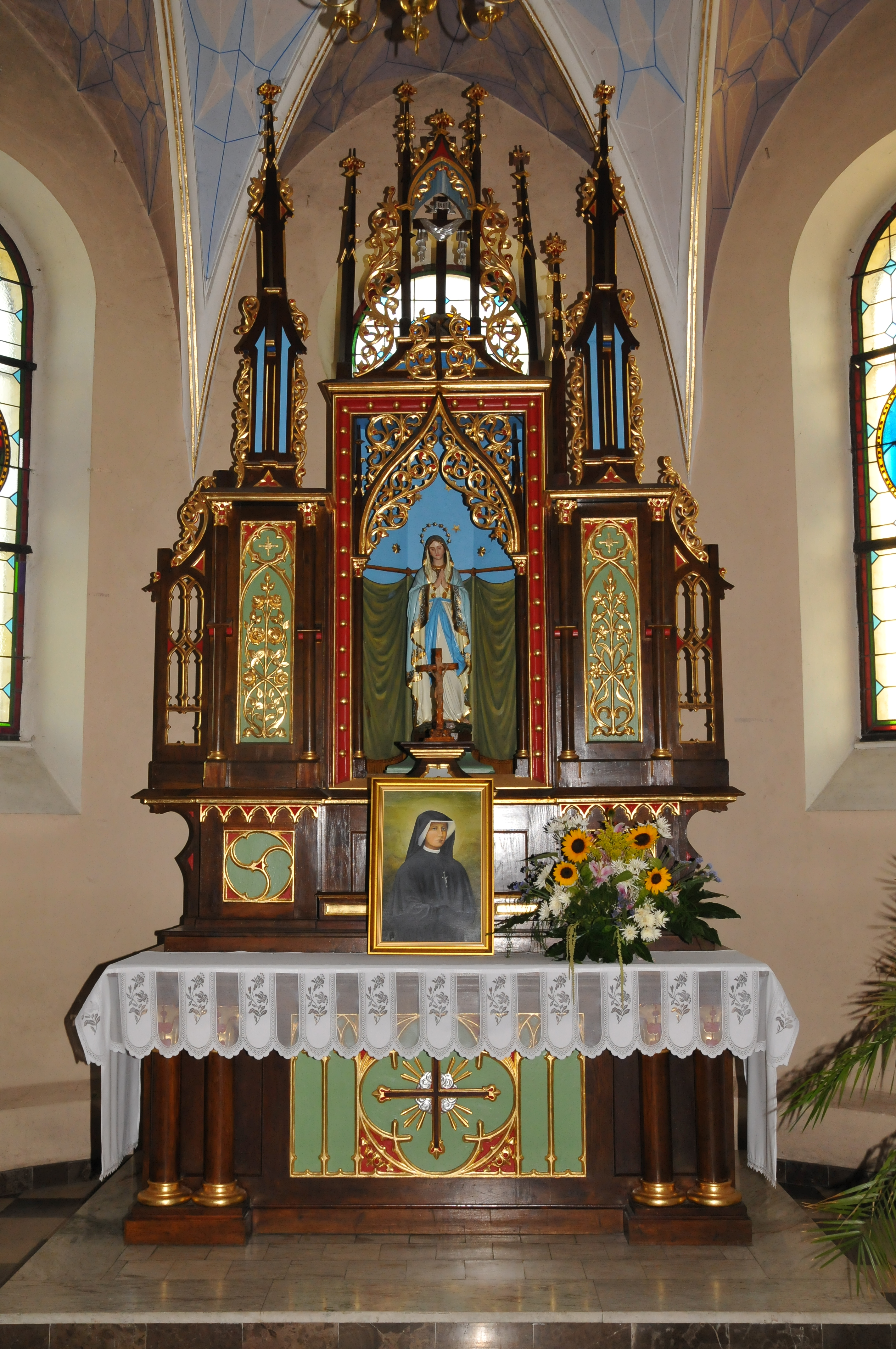
Ołtarz główny Świętej Rodziny - Borzęcin
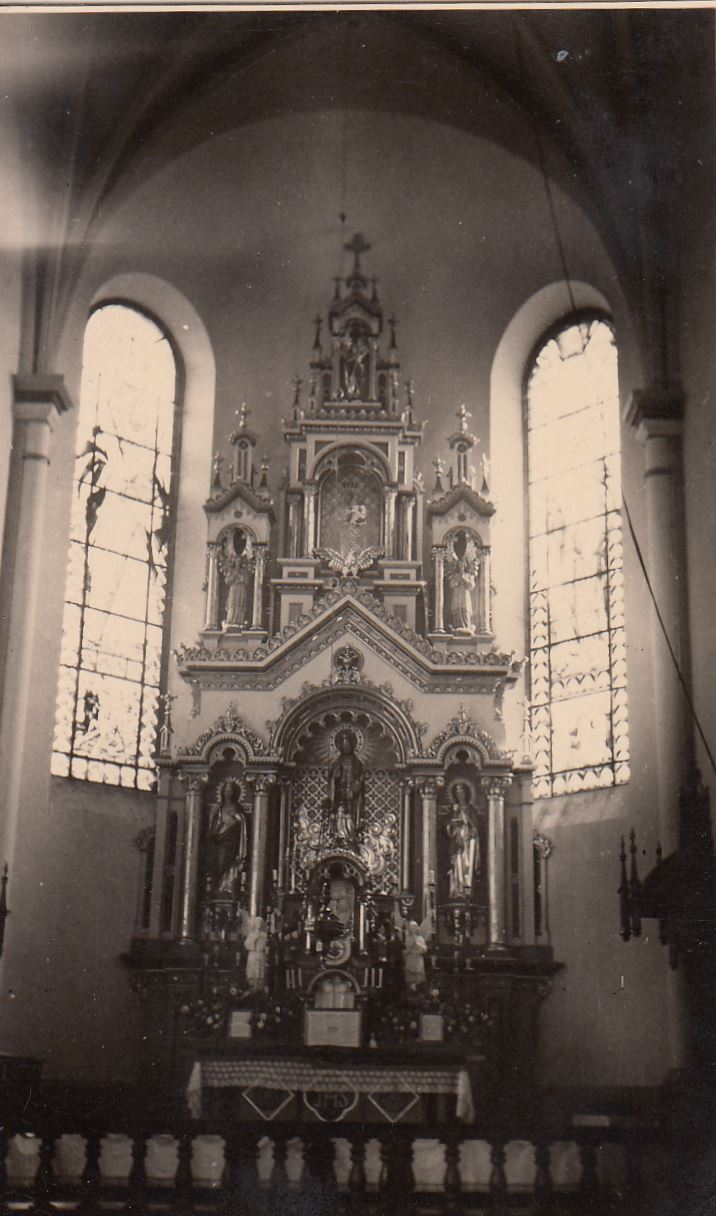
Ołtarz główny w Porąbce Uszewskiej